# Leticia Moreno
Leticia Muñoz Moreno (* 1985 in Madrid) ist eine spanische Violinistin.

## Leben
Sie begann ihre musikalische Ausbildung im Alter von drei Jahren in Violine und Klavier mit der Suzuki-Methode und ersten Aufführungen, als sie fünf Jahre alt war. Ab 1996 studierte sie sechs Jahre lang bei Zakhar Bron an der Escuela Superior de Música Reina Sofía und in Deutschland an der Musikhochschule Köln. Später nahm sie Unterricht bei Maxim Vengerov in Saarbrücken und David Takeno an der Guildhall School of Music and Drama, wo sie für ihr Abschlusskonzert den besten Abschluss in der Geschichte der Schule erhielt. Ihr letzter Lehrer war Mstislav Rostropovich seit 2003.
Inzwischen spielt Leticia Moreno auf einer Pietro Guarneri (1679), Eigentum der Stradivari Society of Chicago, und hat Konzerte in der ganzen Welt gegeben, z. B. in Österreich, England, Sankt Petersburg, Moskau mit Vladimir Spivakov, Italien, Polen, Südamerika, Mexiko und Spanien, mit dem Chicago Symphony Orchestra und den Wiener Symphonikern.
Der spanische Komponist Francisco Lara widmete ihr 2005 seine Komposition Capriccio für Leticia.
Am 27. August 2014 spielte sie den Violin-Soloteil des Open-Air-Konzerts des hr-Sinfonieorchesters in Frankfurt, des öffentlichen Debüts des Dirigenten Andrés Orozco-Estrada.

## Diskografie (Auswahl)
- Carmelo Bernaola (1929–2002), Euskadiko Orkestra Sinfonikoa, Dirigent: Juanjo Mena; Claves, 2012
- Spanish Landscapes, Deutsche Grammophon bei Universal Music, 2013[3]
- Dmitri Schostakowitsch: Violinkonzert Nr. 1 a-Moll op. 77, Préludes op. 34a (Piano: Lauma Skride), Sankt Petersburger Philharmonie, Dirigent: Juri Temirkanow; Deutsche Grammophon, 2014
- Astor Piazzolla: Piazzolla, London Philharmonic Orchestra, Dirigent: Andrés Orozco-Estrada; mit Remy van Kesteren (Harfe), Pablo Mainetti (Bandoneon), José Gallardo (Klavier), Janne Saksala (Kontrabass); Deutsche Grammophon, 2017
- Jimmy López Bellido: Aurora & Ad Astra, Houston Symphony Orchestra, Dirigent: Andrés Orozco-Estrada; PentaTone, 2022

## Auszeichnungen
- 2005: Emily Anderson Prize der Royal Philharmonic Society[4]
- 2010: Lotto-Förderpreis des Rheingau Musik Festivals[5]
- 2012: ECHO Rising Stars Award[6]